# Alba Patera
L'Alba Patera è il cratere sommitale di una formazione vulcanica situata nella zona nord della regione Tharsis, sul pianeta Marte;  è un enorme vulcano a scudo, approssimativamente del diametro di 1600 chilometri, ma con un'altezza di soli 6 chilometri nel suo punto più alto. È il più largo vulcano del sistema solare, in termini di area e di volume. Esso presenta colate laviche meno spesse degli altri vulcani a scudo marziani, con formazione di sottili strati lavici e centinaia di lunghi e stretti canali sui suoi fianchi. La maggior parte di questi stretti canali sono lunghi più di 100 chilometri (alcuni anche superiori a 300) suggerendo come della lava molto fluida sia eruttata per lunghi periodi di tempo. Alba Patera si trova all'interno di un sistema di faglie che si diparte a nord di Tharsis.
Alba differisce dalle altre paterae marziane in quanto manca di depositi di ceneri, e si trova nella zona dei bassopiani invece che degli altopiani.